# 西岭镇 (恭城县)
西岭乡，是中华人民共和国广西壮族自治区桂林市恭城瑶族自治县下辖的一个乡镇级行政单位。

## 行政区划
西岭乡下辖以下地区：
西岭社区、新合村、下宋村、八岩村、挖沟村、虎尾村、费村、西岭村、三合村、新安村、杨溪村、罗卜村、龙岗村、德良村、岛坪村、营盘村、东面村和椅子村。